# No Name (Jack White)
No Name è il sesto album in studio del musicista rock statunitense Jack White, pubblicato il 19 luglio 2024 da Third Man Records.
| Recensione           | Giudizio |
| -------------------- | -------- |
| AllMusic             |          |
| Exclaim              | 7/10     |
| The Guardian         |          |
| The Line of Best Fit | 8/10     |
| Mojo                 |          |
| musicOMH             |          |
| Paste                | 9.0/10   |
| Pitchfork            | 7.6/10   |
| Rolling Stone        |          |
| Uncut                | 9/10     |

## Accoglienza
Mojo ha premiato No Name come il migliore album dell'anno nel 2024.

## Tracce
Testi e musiche di Jack White.
1. Old Scratch Blues – 3:30
2. Bless Yourself – 2:34
3. That's How I'm Feeling – 3:11
4. It's Rough on Rats (If You're Asking) – 4:09
5. Archbishop Harold Holmes – 2:51
6. Bombing Out – 2:32
7. What's the Rumpus? – 3:23
8. Tonight (Was a Long Time Ago) – 4:11
9. Underground – 3:45
10. Number One With a Bullet – 3:19
11. Morning at Midnight – 3:05
12. Missionary – 2:29
13. Terminal Archenemy Endling – 4:04

## Formazione
- Carla Azar – batteria (traccia 5), percussioni (5)
- Dominic Davis – basso (3, 4, 6, 7, 10, 12)
- Olivia Jean – basso (1), batteria (3)
- Daru Jones – batteria (3, 7, 11), percussioni (3, 7)
- Patrick Keeler – batteria (1-4, 6, 8-10, 12, 13), percussioni (1-3, 6, 9, 13)
- Dan Mancini – basso (3)
- Quincy McCrary – tastiera (3, 7, 10)
- David Swanson – basso (2), tastiera (13)
- Jack White – chitarra (tutte), voce (tutte), tastiera (3), batteria (3)
- Scarlett White – basso (5, 9)

## Classifiche
| Classifica (2024) | Posizione raggiunta |
| ----------------- | ------------------- |
| Regno Unito       | 33                  |